# Genes, Brain and Behavior
Genes, Brain and Behavior (dansk: Gener, Hjerne og Adfærd) er et videnskabeligt tidsskrift, der blev offentliggjort i artiklerne i neurogenetisk og adfærdsmæssige genetisk forskning. Bladet blev grundlagt i 2002 og er udgivet af Wiley-Blackwell. Det er tidsskrift for International Behavioural and Neural Genetics Society. Deres I-faktoren i 2010 var 4,061. Den stiftende redaktør var Wim Crusio. Siden 2012 Andrew Holmes er chefredaktør.

## Ekstern henvisning
- Hjemmeside (engelsk)